# Котабато
Котаба́то (себ. Amihanang Cotabato, таг. Hilagang Kotabato) — провинция Филиппин в центральной части острова Минданао, в Регионе СОККСКСАРХЕН. С провинцией граничат провинции Южный Ланао и Букиднон на севере, Южный Давао на юго-востоке, Магинданао на западе, Султан-Кударат на юго-западе и Давао-Сити на юге. Административный центр — город Кидапаван. Раньше её называли Северный Котабато.

## География
Провинция Котабато выхода к морю не имеет.
Территория Котабато составляет 6569,9 км². Провинция простирается к западу от вулкана Апо, расположенного на границе с Южным Давао до хребта Пиапаюнган, который отделяет её от соседнего Южного Ланао. Между этими возвышенностями расположена долина реки Минданао или Пуланги — второй по величине на Филиппинах и первой на острове Минданао. Долина покрыта плодородными почвами.

### Климат
Тайфуны не попадают в этот район. Дожди выпадают равномерно в течение всего года, количество осадков — до 2000 мм в год.

## История
Название Котабато происходит от слов из языка магинданао, в переводе это слово «каменная крепость». Здесь располагалась резиденция султана и существовала одноимённая крепость. Ислам в провинции распространял в 15 веке легендарный правитель Шариф Кабунсуан.
В 1596 году здесь появились испанцы, начавшие проповедовать христианство. Установив свою власть, они продержались до 2-й половины XIX века. В 1860 году был официально создан округ Котабато. Первоначально он включал в себя территории нынешних провинций Котабато, Южный Котабато, Магинданао, Султан Кударат и Сарангани. Таким же он оставался и при американцах. С 1942 по 1945 годы в округе действовали японские оккупационные войска. В 1966 правительственным указом была отделена провинция Южный Котабато, а в 1973 были созданы провинции Северный Котабато, Магинданао и Султан Кударат. В 1983 году, Северный Котабато был переименован в Котабато.

## Население
Провинция Котабато населена разными народами, поселевшимися здесь в разные эпохи. 71 % составляют мигранты с острова Лусон и Висайских островов. Коренных аборигенов — манобо и магинданао — осталось только 18 %. 43 % населения говорят на языках илонго и хилигайнон, 31 % — на себуано, 16 % — на магинданао, 10 % — на илокано.
Основные религии — римское католичество и ислам.
Численность населения в 2010 году составила 1 498 294 чел. Ежегодный прирост населения в — 2000 году — 1,36 %, ниже общефилиппинского — 2,12 %.

## Административное деление
В административном отношении делится на 17 муниципалитет и 2 города:
| №  | Город/Муниципалитет (русс.) | Город/Муниципалитет (ориг.) | Количество барангаи | Площадь, км² | Население, чел. (2010) |
| -- | --------------------------- | --------------------------- | ------------------- | ------------ | ---------------------- |
| 1  | Аламада                     | (Alamada)                   | 17                  | 787,50       | 56 813                 |
| 2  | Алеосан                     | (Aleosan)                   | 19                  | 244,5        | 35 746                 |
| 3  | Антипас                     | (Antipas)                   | 13                  | 199,98       | 25 242                 |
| 4  | Аракан                      | (Arakan)                    | 28                  | 693,2156     | 43 554                 |
| 5  | Банисилан                   | (Banisilan)                 | 20                  | 577,20       | 39 914                 |
| 6  | Кармен                      | (Carmen)                    | 28                  | 1110,43      | 82 469                 |
| 7  | Котабато (город)            | (Cotabato City)             | 37                  | 179,55       | 271 786                |
| 8  | Кабакан                     | (Kabacan)                   | 24                  | 448,09       | 81 282                 |
| 9  | Кидапаван (город)           | (Kidapawan City)            | 40                  | 340,07       | 125 447                |
| 10 | Либунган                    | (Libungan)                  | 20                  | 191,57       | 45 295                 |
| 11 | Магпет                      | (Magpet)                    | 32                  | 755,36       | 45 183                 |
| 12 | Макилала                    | (Makilala)                  | 38                  | 343,5653     | 77 508                 |
| 13 | Маталам                     | (Matalam)                   | 34                  | 476,00       | 74 034                 |
| 14 | Мидсайяп                    | (Midsayap)                  | 57                  | 394,75       | 134 170                |
| 15 | М'ланг                      | (M’lang)                    | 37                  | 411,91       | 87 749                 |
| 16 | Пигкавайян                  | (Pigkawayan)                | 40                  | 340,11       | 59 975                 |
| 17 | Пикит                       | (Pikit)                     | 42                  | 604,61       | 113 014                |
| 18 | Президент Рохас             | (President Roxas)           | 25                  | 618,25       | 44 029                 |
| 19 | Тулунан                     | (Tulunan)                   | 29                  | 350,00       | 54 884                 |

## Экономика
Провинция является одним из главных производителей и поставщиков злаковых, тропических фруктов, овощей, сахарного тростника, кокосовых орехов, кофе, пресноводной рыбы, а также сырья, полуфабрикатов и ценной древесины. Продукция поступает на рынки Азии и Европы.
Среди природных достопримечательностей провинции значительны вулкан Апо — высшая точка всей страны (3143 метр), река Пуланги(Минданао) и обширная болотистая местность Лигуасан. Пуланги — отличный источник электроэнергии пресноводных рыб, а болота — источник естественных удобрений и природного газа.
Сеть дорог — 4131 км.
Провинция обладает и хорошими трудовыми ресурсами, высоко-квалифицированными кадрами, специалистами в сельском хозяйстве, инженерами, учеными, бизнесменами и другими.